# GSC3021-603
GSC3021-603 — хімічно пекулярна зоря спектрального класу F0, що має видиму зоряну величину в смузі V приблизно  9,7.

## Пекулярний хімічний склад
Зоряна атмосфера GSC3021-603 має підвищений вміст 
Cr
.